# Jårbbåjávrre
Jårbbåjávrre är en sjö som ligger 399 m ö.h. på norra sidan av bergsmassivet Gasskatjåhkkå i Gjerdalen (Jierddavuobme), till större delen i Hamaröy kommun på gränsen till Sørfold kommun i Norge. 
"Jårbbå"  betyder "rund" eller "hel" och Jårbbåjávrre - kan översättas till "Den runda sjön", vilket är passande då sjöns form är elliptisk.

## Flöden
Avrinningsområdet uppströms Jårbbåjávrre är endast 7,23 km2 stort och tillflöde sker från mindre jokkar och snölegor i närområdet. Sjön avvattnas av Jårbbåjåhkå som mynnar i Jierddavuomjávrre

## Galleri

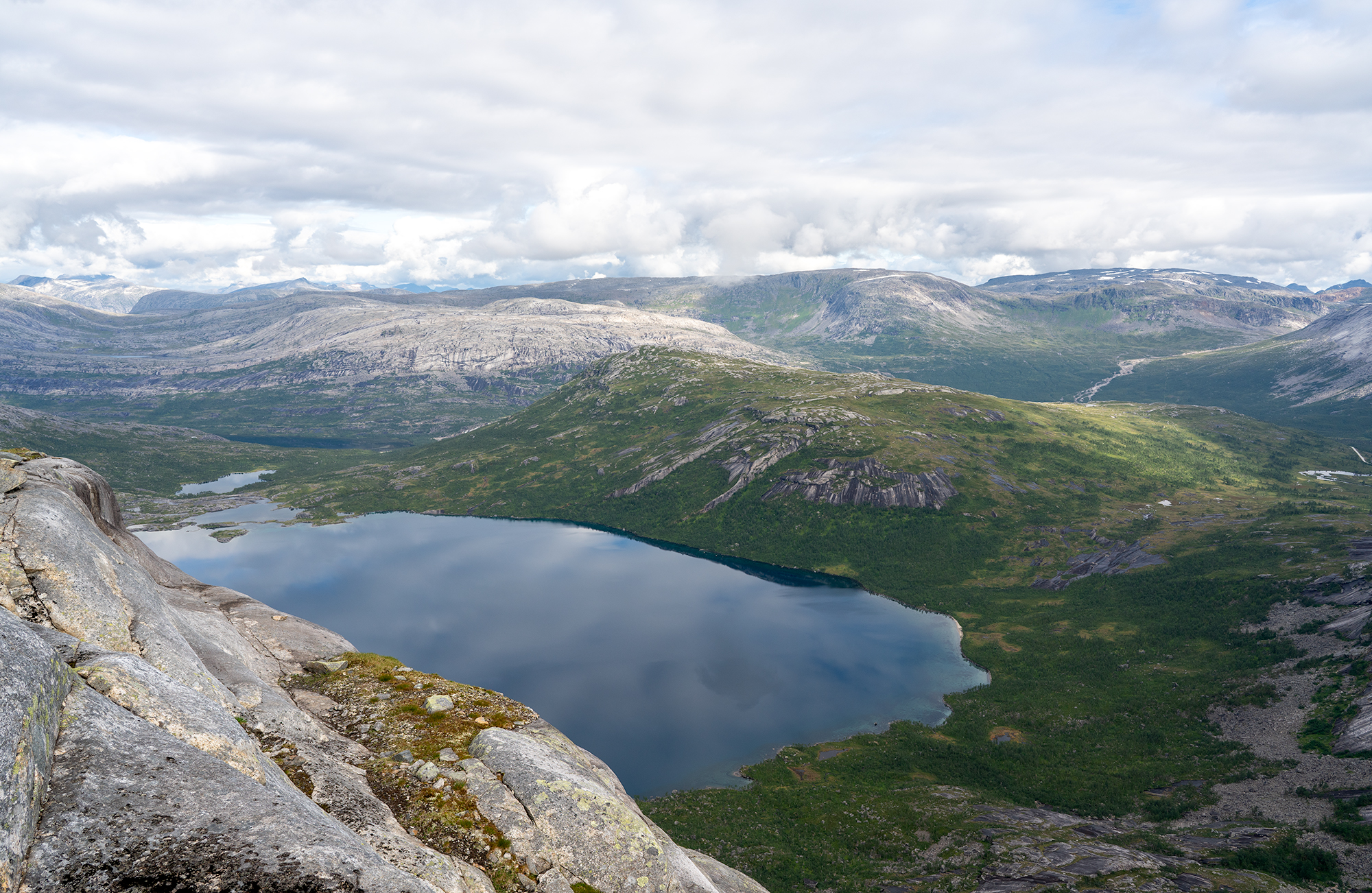
Jårbbåjávrre - vy från Hálljetjårro.